# تانجا نیسکن
تانجا نیسکن (انگلیسی: Tanja Niskanen؛ زادهٔ ۱۱ سپتامبر ۱۹۹۲) بازیکن هاکی روی یخ اهل فنلاند است.